# Викарни епископ липљански
Викарни епископ липљански је титула викарног архијереја у Српској православној цркви, почасна титула помоћних епископа патријарха српског. Титула је добила име по древној епископији града Улпијане (назване Јустинијана Секунда), а касније познате под именом Епископије липљанске, једне од најстаријих православних епископија на нашим просторима.
Владика Теодосије (Шибалић) носио је од 2004. до 2010. До 2010. епископ липљански је био помоћни епископ рашко-призренског епископа.
Дана 26. маја 2011, одлуком Светог архијерејског сабора Српске православне цркве на редовном засједању, за епископа липљанског изабран је мр Јован (Ћулибрк), дотадашњи протосинђел. Он је заступао патријарха у Пећкој патријаршији и пред међународном заједницом на Косову и Метохији. Од 4. октобра 2011. налази се на челу Канцеларије Одбора за Косово и Метохију Светог архијерејског сабора у Пећкој патријаршији, а уједно је и секретар Одбора.
Свети архијерејски сабор Српске православне цркве на свом редовном засједању од 24. маја 2014. изабрао га је за епархијског епископа славонског, а дужност викарног епископа липљанскога 21. маја 2022. преузима Доситеј (Радивојевић).